# 増田大輝
増田 大輝（ますだ だいき、1993年7月29日 - ）は、徳島県徳島市出身のプロ野球選手（内野手、外野手）。右投右打。読売ジャイアンツ所属。

## 経歴

### プロ入り前
徳島県立小松島高等学校では野球部主将を務めた。3年時の夏の県大会では投手として全試合完投、35.1回22三振8失点の好成績を残すが、準決勝で徳島商業高等学校に敗れた。甲子園に進めなかった8月には日本高野連の四国地区選抜チームの一員としてハワイ遠征を体験した。選抜チームでのチームメイトに木下雄介がいた。
高校を卒業後、近畿大学に入学するも2013年（2年次）に中退した。いったん帰郷し鳶職についたが、高校のコーチの薦めで四国アイランドリーグplusのトライアウトを受験し、徳島インディゴソックスから3位指名を受け入団した。

### 四国IL・徳島時代
2014年はルーキーながらも二塁手のレギュラーとして定着し、同年チームは独立リーグ日本一（グランドチャンピオンシップ優勝）となった。
2015年は選抜チーム「四国アイランドリーグplus ALL STARS」の一員として北米遠征（カナディアン・アメリカン・リーグに参戦）を経験し、2割6分の打率を残した。
同年10月22日に行われたプロ野球ドラフト会議において、育成ドラフト1巡目で読売ジャイアンツから指名を受けた。支度金300万円、年俸240万円で入団に合意した。背番号は015。担当スカウトは渡辺政仁。

### 巨人時代
2016年は支配下登録はならなかったが、三軍戦に二塁手や遊撃手として出場し当時三軍監督の川相昌弘から「成長株」として名を挙げられたと報じられた。
2017年はオープン戦に代走や守備固めなどを中心に12試合に出場した。二軍では19試合に出場した時点で打率.265、1本塁打、8打点を記録した。7月31日の支配下登録期限ギリギリの7月28日に支配下登録され、背番号は98に変更された。推定年俸は420万円となった。支配下登録されたものの、一軍出場登録は果たせなかった。オフに、20万円増の推定年俸440万円で契約を更改した。
2018年は、二軍で57試合に出場したものの、一軍出場登録は果たせなかった。オフに、60万円増の推定年俸500万円で契約を更改した。また、背番号が63に変更された。
2019年は、4月19日に自身初となる一軍登録され、代走や守備要員として出場。4月23日の対東京ヤクルトスワローズ戦（明治神宮野球場）で初打席で初安打、初打点を記録。5月5日の対広島東洋カープ戦（MAZDA Zoom-Zoom スタジアム広島）で「1番・二塁手」でプロ入り初の先発出場。育成出身の内野手としては、チーム初の先発出場を果たした。チームがリーグ優勝を決めた9月21日の対横浜DeNAベイスターズ戦（横浜スタジアム）では、延長10回表に三嶋一輝からセンターへの決勝適時打を打ち優勝に貢献した。2019年シーズンではチームトップの15盗塁を決めた。オフに、1000万円増の推定年俸1500万円で更改し、背番号は1桁の0に変更されることとなった。
2020年は初めて開幕一軍入りを果たすと、主に代走や守備要員として活躍。8月6日の対阪神タイガース戦（阪神甲子園球場）では0-11の8回裏一死からマウンドに上がり、近本光司をセカンドゴロ、江越大賀には四球を与えたものの、続く大山悠輔をライトフライに抑えた。最速138km/hのストレート、スライダーを交えた13球で無失点に抑えた。野手登録の選手が登板したのは2000年6月3日の五十嵐章人（オリックス）以来20年ぶりとなった。10月12日の対中日ドラゴンズ戦（バンテリンドームナゴヤ）で代走出場から盗塁を成功させた後、右膝痛を訴え、翌日の登録を抹消された。最終的に課題であった打撃面でも、48打席ながら打率.297を記録し、またリーグ2位の23盗塁を記録したものの、盗塁失敗も8回記録し、盗塁成功率.742と課題を残した。オフに、700万円増の推定年俸2200万円で契約を更改した。
2021年4月11日の対広島東洋カープ戦（MAZDA Zoom-Zoom スタジアム広島）で中田廉からプロ初本塁打となる2点本塁打を放った。プロ入り後110打席目で放った初めての本塁打となった。この年も足のスペシャリストとして期待されていたものの、警戒される中で走ることに臆してしまい、8盗塁（盗塁失敗4回）にとどまり、打撃面でも打率1割台に終わった。オフに、100万円減の推定年俸2100万円で契約を更改した。
2022年は、チーム2位の11盗塁を記録する。オフには、200万円増の推定年俸2300万円で契約を更改した。
2023年9月18日の対ヤクルト戦（東京ドーム）では8回に代走から途中出場。3-3の同点で迎えた延長12回裏一死一・二塁の打席で田口麗斗から前進していた右中間の後ろへプロ初となるサヨナラ適時打を放った。11月28日、150万円減となる推定年俸2150万円で契約を更改した。
2024年春季キャンプ中、2月18日の広島との二軍戦で、ヘッドスライディングで二盗に成功した際、左手人差し指を剥離骨折。3月14日の三軍での実戦復帰を果たし、翌日に二軍に合流した。5月3日に一軍登録され、同日の対阪神タイガース戦（東京ドーム）で先発出場した。後半戦では代打・代走・守備固めでの出場が増加し、優勝が決まった9月28日の対広島東洋カープ戦（MAZDA Zoom-Zoom スタジアム 広島）では、途中出場で2安打2打点の活躍を見せた。フェニックス・リーグでも好調であったことや、二塁手として全試合出場を成し遂げた吉川尚輝が肋骨骨折により欠場したことなどが重なり、クライマックスシリーズでは、第1戦に「2番・二塁手」として先発出場した。その後は中山礼都が二塁手としてスタメンを獲得するが、全6試合で三塁へのダブルスチールを含む3盗塁、ファインプレーも連発するなど、結果を残した。11月27日、300万円増となる推定年俸2450万円で契約を更改した。
2025年5月8日、違法性のあるオンラインカジノを利用していたとしてオコエ瑠偉とともに書類送検されたと報道され、後日球団もこれを認めた。NPBが求めていた自主的な申告によるものであった。利用額は300万円で、収支はマイナス230万円であったという。6月26日、東京地検は増田とオコエを不起訴処分とした。

## 選手としての特徴
俊足が持ち味であり、2019年にはチームトップの15盗塁（盗塁成功率.882）を記録するなど代走の切り札として活躍、2020年にもチームトップの23盗塁（盗塁成功率.742）を記録した（途中出場がほとんどでありながらリーグ2位となった）。しかし、2020年は膝蓋腱炎を抱えながらプレーしており、翌年以降は盗塁数を減らしている。
内外野すべてのポジションに就くことができるユーティリティープレイヤーである。2020年6月28日の対東京ヤクルトスワローズ戦（明治神宮野球場）では1試合で二塁手、遊撃手、外野手（中堅手）、三塁手の4つのポジションの守備につき、同年8月6日の対阪神タイガース戦（阪神甲子園球場）には中継ぎ投手として登板した。この他にも、2019年シーズン終盤には緊急時に備え捕手として守備につく準備もしていた。2021年3月30日の対中日ドラゴンズ戦（バンテリンドームナゴヤ）では一塁手の守備に就いたことで、出場経験がないポジションは捕手のみとなった。
2020年8月6日の対阪神タイガース戦（阪神甲子園球場）にリリーフ登板した原辰徳監督の采配に対して堀内恒夫は自身のブログで「これはやっちゃいけない。巨人軍はそんなチームじゃない。こんなことして相手のチームはどう思うだろうか。馬鹿にされてるとは思わないだろうか」と痛烈に批判したが、一方で11点ビハインドの状況での野手登板であったためダルビッシュ有は「大敗しているときは全然ありです」と擁護し、上原浩治は「何がダメなんでしょうか?巨人だからやってはダメ??他球団ならオッケー??そっちの方がおかしいと思いますが…」と反論。中村稔は自身が巨人の投手コーチであった頃、原が気分転換のつもりでブルペンで投球練習することがしばしばあったと証言しており、原は当時からプロ野球における野手登板を肯定していたのではないかと推測していた。中村は2019新型コロナウイルス感染拡大の影響で過密日程が組まれていること、当時巨人が首位を快走していたことも野手登板の背景にあったと補足説明していた。
打撃に課題があるが、粘り強さと選球眼の良さには定評がある。

## 人物
愛称は「マス」、「マッスー」。
徳島時代の2015年2月に結婚し、巨人入団前に一男をもうけている。巨人入団後は徳島県阿波市に妻子を残し、球団の寮で単身赴任の生活を送っている。
2018年6月20日放送の『壮絶人生ドキュメント プロ野球選手の妻たち』（TBSテレビ）で、番組取材を受けた。
巨人の元ヘッドコーチである元木大介からは「あまり練習を率先してやらない選手」と印象を抱かれてしまっている。一方で「広島の菊池涼介みたいになってほしい」と期待もかけられている。
共通項の多い平間隼人（元徳島インディゴソックス、2022年で退団）とは公私ともに仲がよい。2020年のシーズンオフには合同で自主トレーニングを行っている。
実弟の増田将馬も野球選手（内野手・外野手）で、2022年から徳島インディゴソックスに所属し、2023年にはリーグの最多盗塁のタイトルを獲得した。同年で徳島を退団、2024年よりくふうハヤテベンチャーズ静岡に所属。
2024年1月2日に放送された「大和コネクト証券 プロ野球新春麻雀交流戦」にて予選D卓に出場。同卓にはオリックスの大城滉二が出場していた。好きな役に「九蓮宝燈」を挙げている。

## 詳細情報

### 年度別打撃成績
| 年 度    | 球 団    | 試 合 | 打 席 | 打 数 | 得 点 | 安 打 | 二 塁 打 | 三 塁 打 | 本 塁 打 | 塁 打 | 打 点 | 盗 塁 | 盗 塁 死 | 犠 打 | 犠 飛 | 四 球 | 敬 遠 | 死 球 | 三 振 | 併 殺 打 | 打 率 | 出 塁 率 | 長 打 率 | O P S |
| -------- | -------- | ----- | ----- | ----- | ----- | ----- | -------- | -------- | -------- | ----- | ----- | ----- | -------- | ----- | ----- | ----- | ----- | ----- | ----- | -------- | ----- | -------- | -------- | ----- |
| 2019     | 巨人     | 75    | 58    | 50    | 20    | 10    | 2        | 2        | 0        | 16    | 6     | 15    | 2        | 2     | 0     | 6     | 0     | 0     | 11    | 2        | .200  | .286     | .320     | .606  |
| 2020     | 巨人     | 74    | 48    | 37    | 30    | 11    | 2        | 0        | 0        | 13    | 2     | 23    | 8        | 0     | 0     | 11    | 0     | 0     | 12    | 1        | .297  | .458     | .351     | .810  |
| 2021     | 巨人     | 56    | 25    | 22    | 13    | 3     | 1        | 0        | 1        | 7     | 2     | 8     | 4        | 1     | 0     | 2     | 0     | 0     | 6     | 0        | .136  | .208     | .318     | .527  |
| 2022     | 巨人     | 58    | 22    | 20    | 14    | 3     | 1        | 0        | 0        | 4     | 0     | 11    | 4        | 1     | 0     | 1     | 0     | 0     | 5     | 0        | .150  | .190     | .200     | .390  |
| 2023     | 巨人     | 33    | 13    | 10    | 4     | 3     | 1        | 0        | 0        | 4     | 1     | 4     | 2        | 2     | 0     | 1     | 0     | 0     | 3     | 0        | .300  | .364     | .400     | .764  |
| 2024     | 巨人     | 40    | 38    | 30    | 4     | 6     | 1        | 1        | 0        | 9     | 4     | 4     | 1        | 7     | 0     | 1     | 0     | 0     | 6     | 1        | .200  | .226     | .300     | .526  |
| NPB：6年 | NPB：6年 | 336   | 204   | 169   | 85    | 36    | 8        | 3        | 1        | 53    | 15    | 65    | 21       | 13    | 0     | 22    | 0     | 0     | 43    | 4        | .213  | .304     | .314     | .617  |

- 2024年度シーズン終了時

### 年度別投手成績
| 年 度    | 球 団    | 登 板 | 先 発 | 完 投 | 完 封 | 無 四 球 | 勝 利 | 敗 戦 | セ 丨 ブ | ホ 丨 ル ド | 勝 率 | 打 者 | 投 球 回 | 被 安 打 | 被 本 塁 打 | 与 四 球 | 敬 遠 | 与 死 球 | 奪 三 振 | 暴 投 | ボ 丨 ク | 失 点 | 自 責 点 | 防 御 率 | W H I P |
| -------- | -------- | ----- | ----- | ----- | ----- | -------- | ----- | ----- | -------- | ----------- | ----- | ----- | -------- | -------- | ----------- | -------- | ----- | -------- | -------- | ----- | -------- | ----- | -------- | -------- | ------- |
| 2020     | 巨人     | 1     | 0     | 0     | 0     | 0        | 0     | 0     | 0        | 0           | ----  | 3     | 0.2      | 0        | 0           | 1        | 0     | 0        | 0        | 0     | 0        | 0     | 0        | 0.00     | 1.50    |
| NPB：1年 | NPB：1年 | 1     | 0     | 0     | 0     | 0        | 0     | 0     | 0        | 0           | ----  | 3     | 0.2      | 0        | 0           | 1        | 0     | 0        | 0        | 0     | 0        | 0     | 0        | 0.00     | 1.50    |

- 2023年度シーズン終了時

### 年度別守備成績
投手守備
| 年 度 | 球 団 | 投手  | 投手  | 投手  | 投手  | 投手  | 投手     |
| 年 度 | 球 団 | 試 合 | 刺 殺 | 補 殺 | 失 策 | 併 殺 | 守 備 率 |
| ----- | ----- | ----- | ----- | ----- | ----- | ----- | -------- |
| 2020  | 巨人  | 1     | 0     | 0     | 0     | 0     | ----     |
| 通算  | 通算  | 1     | 0     | 0     | 0     | 0     | ----     |

内野守備
| 年 度 | 球 団 | 一塁  | 一塁  | 一塁  | 一塁  | 一塁  | 一塁     | 二塁  | 二塁  | 二塁  | 二塁  | 二塁  | 二塁     | 三塁  | 三塁  | 三塁  | 三塁  | 三塁  | 三塁     | 遊撃  | 遊撃  | 遊撃  | 遊撃  | 遊撃  | 遊撃     |
| 年 度 | 球 団 | 試 合 | 刺 殺 | 補 殺 | 失 策 | 併 殺 | 守 備 率 | 試 合 | 刺 殺 | 補 殺 | 失 策 | 併 殺 | 守 備 率 | 試 合 | 刺 殺 | 補 殺 | 失 策 | 併 殺 | 守 備 率 | 試 合 | 刺 殺 | 補 殺 | 失 策 | 併 殺 | 守 備 率 |
| ----- | ----- | ----- | ----- | ----- | ----- | ----- | -------- | ----- | ----- | ----- | ----- | ----- | -------- | ----- | ----- | ----- | ----- | ----- | -------- | ----- | ----- | ----- | ----- | ----- | -------- |
| 2019  | 巨人  | -     | -     | -     | -     | -     | -        | 21    | 27    | 41    | 2     | 6     | .971     | 22    | 3     | 8     | 0     | 0     | 1.000    | 24    | 9     | 14    | 1     | 5     | .958     |
| 2020  | 巨人  | -     | -     | -     | -     | -     | -        | 8     | 8     | 15    | 0     | 1     | 1.000    | 3     | 0     | 0     | 0     | 0     | ----     | 36    | 13    | 22    | 1     | 4     | .972     |
| 2021  | 巨人  | 1     | 1     | 0     | 0     | 0     | 1.000    | 11    | 9     | 24    | 0     | 2     | 1.000    | 9     | 2     | 3     | 0     | 0     | 1.000    | 14    | 5     | 8     | 1     | 1     | .929     |
| 2022  | 巨人  | 2     | 4     | 0     | 0     | 0     | 1.000    | 3     | 1     | 1     | 1     | 0     | .667     | 5     | 1     | 1     | 0     | 0     | 1.000    | 6     | 4     | 5     | 1     | 0     | .900     |
| 2023  | 巨人  | -     | -     | -     | -     | -     | -        | 6     | 3     | 3     | 0     | 1     | 1.000    | 3     | 0     | 2     | 0     | 0     | 1.000    | -     | -     | -     | -     | -     | -        |
| 2024  | 巨人  | -     | -     | -     | -     | -     | -        | -     | -     | -     | -     | -     | -        | 18    | 2     | 12    | 0     | 3     | 1.000    | 1     | 1     | 2     | 0     | 1     | 1.000    |
| 通算  | 通算  | 3     | 5     | 0     | 0     | 0     | 1.000    | 49    | 48    | 84    | 3     | 10    | .978     | 60    | 8     | 26    | 0     | 3     | 1.000    | 81    | 32    | 51    | 4     | 11    | .954     |

外野守備
| 年 度 | 球 団 | 外野  | 外野  | 外野  | 外野  | 外野  | 外野     |
| 年 度 | 球 団 | 試 合 | 刺 殺 | 補 殺 | 失 策 | 併 殺 | 守 備 率 |
| ----- | ----- | ----- | ----- | ----- | ----- | ----- | -------- |
| 2019  | 巨人  | 4     | 1     | 0     | 0     | 0     | 1.000    |
| 2020  | 巨人  | 22    | 9     | 0     | 2     | 0     | .818     |
| 2021  | 巨人  | 8     | 3     | 1     | 0     | 1     | 1.000    |
| 2022  | 巨人  | 37    | 14    | 0     | 1     | 0     | .933     |
| 2023  | 巨人  | 18    | 6     | 0     | 0     | 0     | 1.000    |
| 2024  | 巨人  | 10    | 6     | 0     | 0     | 0     | 1.000    |
| 通算  | 通算  | 99    | 39    | 1     | 3     | 1     | .930     |

- 2024年度シーズン終了時

### 記録
NPB初記録
打撃記録
- 初出場：2019年4月19日、対阪神タイガース4回戦（阪神甲子園球場）、8回裏に遊撃手で出場
- 初打席・初安打・初打点：2019年4月23日、対東京ヤクルトスワローズ4回戦（明治神宮野球場）、9回表に田川賢吾から左前適時安打
- 初盗塁：2019年4月24日、対東京ヤクルトスワローズ5回戦（明治神宮野球場）、6回表に二盗（投手・デーブ・ハフ、捕手・井野卓）
- 初先発出場：2019年5月5日、対広島東洋カープ8回戦（MAZDA Zoom-Zoom スタジアム広島）、「1番・二塁手」で先発出場
- 初本塁打：2021年4月11日、対広島東洋カープ3回戦（MAZDA Zoom-Zoomスタジアム広島）、5回表に中田廉から左越2ラン

投手記録
- 初登板：2020年8月6日、対阪神タイガース7回戦（阪神甲子園球場）、8回裏に6番手で救援登板・完了、2/3回無失点

### 独立リーグでの打撃成績
以下の数値は四国アイランドリーグplusウェブサイト掲載の各シーズン選手成績による。
| 年 度     | 球 団     | 打 率 | 試 合 | 打 席 | 打 数 | 得 点 | 安 打 | 二 塁 打 | 三 塁 打 | 本 塁 打 | 打 点 | 三 振 | 四 球 | 死 球 | 犠 打 | 犠 飛 | 盗 塁 | 長 打 率 | 出 塁 率 |
| --------- | --------- | ----- | ----- | ----- | ----- | ----- | ----- | -------- | -------- | -------- | ----- | ----- | ----- | ----- | ----- | ----- | ----- | -------- | -------- |
| 2014      | 徳島      | .263  | 76    | 345   | 281   | 53    | 74    | 9        | 1        | 1        | 26    | 44    | 32    | 7     | 22    | 3     | 11    | .313     | .350     |
| 2015      | 徳島      | .209  | 67    | 279   | 234   | 41    | 49    | 5        | 3        | 1        | 14    | 34    | 35    | 3     | 7     | 0     | 18    | .269     | .320     |
| 通算：2年 | 通算：2年 | .239  | 143   | 624   | 515   | 94    | 123   | 14       | 4        | 2        | 40    | 78    | 67    | 10    | 29    | 3     | 29    | .293     | .336     |

- 各年度の太字はリーグ最高。

### 背番号
- 015（2016年[9] - 2017年7月27日）
- 98（2017年7月28日[12] - 2018年）
- 63（2019年[16]）
- 0（2020年[21] - ）